# عظيمة الحرارة

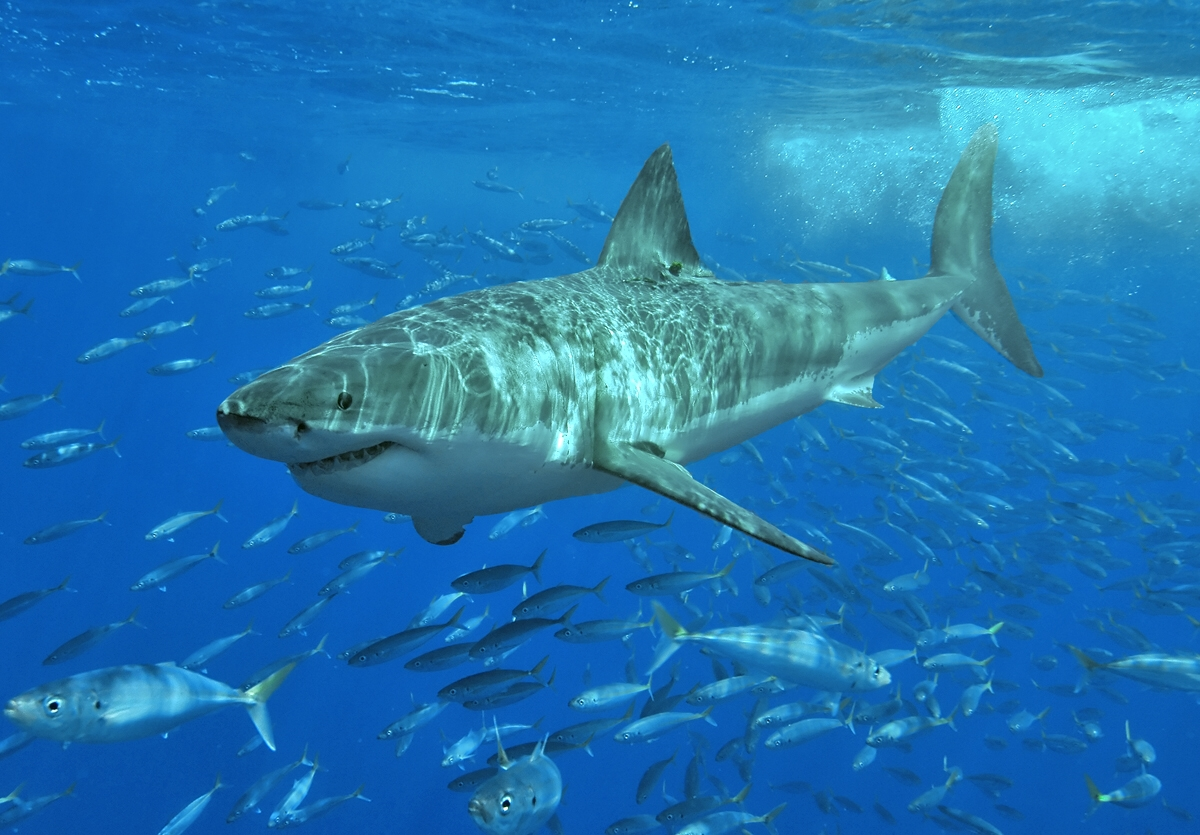
القرش الأبيض الكبير أحد أنواع «عظيمات الحرارة»

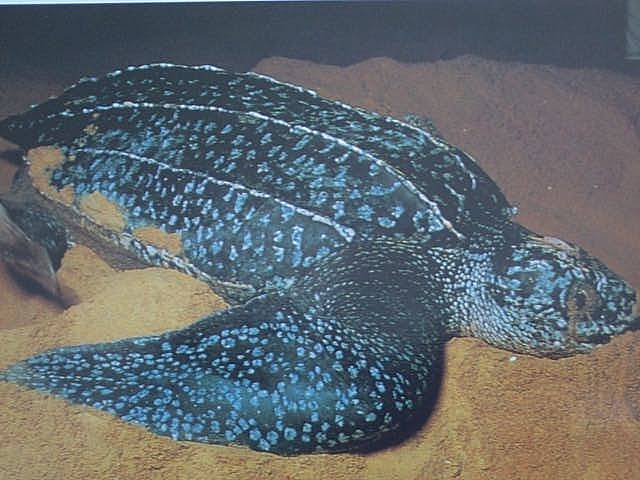
سلحفاة المحيط جلدية الظهر من «عظيمات الحرارة» لذلك تستطيع العيش في البحار الشمالية الجليدية.

عظيمة الحرارة (باللاتينية: Gigantothermy) (تعني: Gígantes = Γίγαντες = «عملاق أو عظيم»؛ thermē = θέρμη = «حرارة»). وتسمى ثابتة الحرارة الخارجية (باللاتينية: ectothermic homeothermy). وهي ظاهرة ذات أهمية في علم الأحياء وعلم المتحجرات وهي حيوانات ضخمة من خصائصها أنها خارجية الحرارة قادرة على الحفاظ واستقرار درجة حرارة اجسامها بشكل نسبي مقارنة بالحيوانات الأصغر منها بحكم مساحة السطح الخارجي بالنسبة للحجم. ومن هذه الحيوانات السلاحف الكبيرة (ولا سيما السلاحف البحرية الجلدية)، والزواحف المائية المنقرضة مثل الإكتيوصور والموزاصور. وأيضا بعض الأسماك الكبيرة، وأبرزها سمك القرش الأبيض الكبير.

## آلية العمل
المنطق وراء آلية عمل عظيمة الحرارة بسيطة:
الحيوان الكبير يكون سطح جسمه المتصل بالخارج فقط بينما الجزء الأكبر من كتلته والذي يقع داخله (الانسجة، الأعضاء والدم) يكون بعيدا وبدون اتصال بالخارج، عكس الحيوانات الأصغر حجما التي يكون أغلب مناطق جسمها قريبة للخارج. وبذلك يكون كسب أو فقد الحرارة في المنطقة المحيطة أبطأ.
من البديهي أن تكون «عظيمات الحرارة» من ذوات الدم البارد لأنه يجب عليها أن تحافظ على درجة الحرارة لأنها لا تستطيع حرق الوقود لإنتاج الحرارة داخليا
على عكس الحيوانات ذوات الدم الحار. من الخطأ القول أن الفيل من «عظيمات الحرارة» بسبب حجمه، لأنه من ذوات الدم الحار فهو يحافظ على درجة الحرارة باستخدام التنظيم الحراري (ثبات الحرارة).